# Jeanne Sadran
Jeanne Sadran, née le 30 juillet 2001 à Toulouse, est une cavalière de saut d'obstacles de niveau international.

## Biographie

### Jeunesse et découverte de l'équitation
Jeanne Sadran est la fille d'Olivier Sadran, homme d'affaires fondateur de la société Newrest et président du Toulouse Football Club de 2001 à 2020, et de Sophie Sadran, cavalière amateure ayant travaillé au sein du Toulouse Football Club,. Elle a une sœur cadette Louise qui pratique également l’équitation.
Après avoir découvert l'univers équin à l'occasion d'une balade à poneys en compagnie de sa mère, elle commence l'équitation à l'âge de quatre ans au sein du poney-club de la Seillonne à Pin-Balma dans l'Est toulousain,. La Haut-Garonnaise pratique également d'autres sports, avec la natation, le judo ou encore la danse classique, puis se spécialise dans l'équitation par la suite, sa discipline « coup de coeur », affectionnant la relation en duo cavalier-monture.

### Débuts en compétition
Ainsi, en 2010, elle fait ses débuts en compétition sur un poney appelé Héritage Harcourt, puis participe en 2011 pour la première fois au Generali Open de France, en Poney 3B.
Sa progression lui permet d'intégrer en 2015 l'équipe de France. Jeanne Sadran dispute alors son premier championnat d'Europe à cheval associée à Feldrose 9, dans la catégorie Enfants, où le duo termine 7e.
En 2016, elle retourne vers le poney. Aux rênes de Rominet de Bruz, le duo est choisi pour les Européens où il atteint la finale individuelle. L'Occitane arrête ensuite le poney, ayant atteint l'âge limite pour concourir à l'international.
En 2018, ses parents deviennent propriétaires d'une écurie d'environ 25 chevaux à Gauré (Haute-Garonne), où en compagnie de sa soeur elles s'entraînent assidument.
En 2019, elle prend part au championnat continental avec Unforgettable Damvil chez les Juniors.

### Cavalière internationale
Par la suite, alors étudiante en école de commerce au sein de l'EM Lyon en parallèle de sa carrière de cavalière,, Jeanne Sadran participe à ses premiers CSI 5*. Coachée par Simon Delestre après l'avoir été par Julien Épaillard durant trois ans,, ses résultats probants, dont un titre de vice-championne de France Jeunes cavaliers avec Dexter de Kerglenn en 2022, lui permettent d'obtenir une première sélection au sein de l'équipe de France Seniors à l'occasion de la Coupe des nations du CSIO 3* disputée en juin 2023 à Deauville et conclue par une victoire française.
En 2024, la Française décroche son premier podium à Bordeaux en Grand Prix 5* avec Dexter de Kerglenn,. Elle remporte ensuite son premier Grand Prix 5* en s'imposant avec Dexter de Kerglenn lors du Global Champions Tour de Paris. Par ailleurs, elle devient ambassadrice de la maison Poiray.
Début 2025, alors classée 68e au classement mondial FEI et 5e du classement des moins de 25 ans, Jeanne Sadran entame un partenariat avec Hermès. Ainsi, en mars, elle prend part au prestigieux Saut Hermès, où elle s'impose.

## Palmarès
- 2022 : vice-championne de France Jeunes cavaliers
- 2024 : vainqueure du Grand Prix CSI-5* de Paris